# The 30% Iron Chef
The 30 % Iron Chef (рус.  «Повар, на 30 % из железа») — двадцать второй (последний) эпизод третьего сезона мультсериала «Футурама». Североамериканская премьера этого эпизода состоялась 14 апреля 2002 года.

## Содержание
Воодушевлённый просмотром любимой передачи «Доброе утро, Земля», Бендер готовит на всех совершенно несъедобный завтрак. Подслушав разговор Лилы и Фрая, Бендер понимает, что он в кулинарии профан, поэтому он, в глубокой печали, оставляет прощальное письмо и уходит.
Тем временем доктор Зойдберг случайно разбивает гордость профессора Фарнсворта — модель корабля в бутылке. Зойдберг придумывает коварный план, как свалить вину на Фрая.
Бендер просит у великого повара Эльзара обучить его искусству кулинарии, но тот отказывает. Подавленный Бендер отправляется на отдалённый астероид Бумбаза Альфа. Там он встречает Хельмута Спаргла — шеф-повара, который когда-то обучал Эльзара. Хельмут соглашается обучить Бендера всем премудростям готовки, чтобы отомстить Эльзару, которого он обвиняет в крахе своей карьеры. В конце обучения Бендер готовит учителю обед, который… убивает его. Но перед смертью Хельмут успевает передать роботу «идеальную приправу» — некую жидкость в пузырьке. Бендер клянётся отомстить Эльзару за смерть учителя (хоть не за смерть, но за месть отомстит) победой в кулинарном конкурсе.
Вернувшись в офис, Профессор обнаруживает разбитую бутылку. Все улики указывают на Фрая. Хоть Фрай и не помнит своего проступка, он выплачивает Фарнсворту 10 долларов за уничтоженный корабль. Зойдберг ощущает чувство вины за то, что подставил друга.
Бендер вызывает на кулинарный поединок Эльзара в прямом эфире программы «Железный повар». Эльзар готовит потрясающе красивое блюдо, а робот — омерзительное, но жюри присуждает победу Бендеру. Тот добавил «идеальную приправу». Во время торжественной речи, посвящённой победе, Зойдберг публично признаётся в обмане и, поскольку денег на возмещение ущерба у него нет, пытается сделать харакири, но в итоге лишь губит о свой панцирь дорогой меч. Зойдберг все равно подставляет Фрая.
В конце эпизода профессор Фарнсворт проводит анализ «идеальной приправы». Ею оказывается обычная вода… с небольшой примесью ЛСД!

## Персонажи
Список новых или периодически появляющихся персонажей сериала
- Эльзар
- Хэтти МакДугал
- Итэн Бубльгум Сто Первый
- Хельмут Спаргл
- Хобос
- Кодзи
- Линда
- Голова Марты Стюарт
- Морбо
- Скраффи
- Сэл

## Интересные факты